# Rønnaug Alten
Rønnaug Alten (Tromsø, 9 febbraio 1910 – Oslo, 20 gennaio 2001) è stata un'attrice norvegese.

## Filmografia parziale
- Kranes konditori, regia di Astrid Henning-Jensen (1951)
- Klokker i måneskinn, regia di Kåre Bergstrøm (1964)
- Liten Ida, regia di Laila Mikkelsen (1981)

## Premi
- Guldbagge
  - 1982: "Premio Guldbagge per la miglior attrice"